# Myotis badius
Myotis badius — вид роду Нічниця (Myotis).

## Морфологія
Кажан невеликого розміру, з довжиною голови й тіла 42 мм, довжина передпліччя між 35 і 38,5 мм, довжина хвоста 37 мм, довжина стопи 6,7 мм, приблизно 43% від великогомілкової кістки і вуха довжиною 12,5 мм.
Спинна частина коричнево-бура, в той час як черевна частина світло-коричнева. Вуха відносно короткі. Крила прикріплені ззаду до основи великого пальця. Ступні маленькі, менше половини гомілки. Кінчик довгого хвоста злегка виступає за межі широкої хвостової мембрани. Калькар довгий.

## Поширення
Цей вид відомий тільки в південній китайській провінції Юньнань. Живе в напів-вічнозелених субтропічних сильно порушених лісах і в кущах близько 2000 метрів над рівнем моря.

## Звички
Харчується комахами. Ховаються у вапнякових печерах.